# Upucerthia
Az Upucerthia a madarak (Aves) osztályának verébalakúak (Passeriformes) rendjébe és a fazekasmadár-félék (Furnariidae) családjába tartozó nem.

## Rendszerezésük
A nemet Isidore Geoffroy Saint-Hilaire írta le 1832-ben, az alábbi fajok tartoznak ide:
- Upucerthia validirostris
- Upucerthia saturatior[1] vagy Upucerthia dumetaria saturatior[2]
- Upucerthia albigula
- pikkelyes földibanka (Upucerthia dumetaria)
- Upucerthia jelskii[2]
- Upucerthia andaecola[2] vagy Ochetorhynchus andaecola[1]
- Upucerthia ruficaudus[2] vagy Ochetorhynchus ruficaudus[1]
- Upucerthia certhioides[2] vagy Tarphonomus certhioides[1]
- Upucerthia harterti[2] vagy Tarphonomus harterti[1]
- Upucerthia serrana[2] vagy Geocerthia serrana[1]